# Hallenbad Ohligs

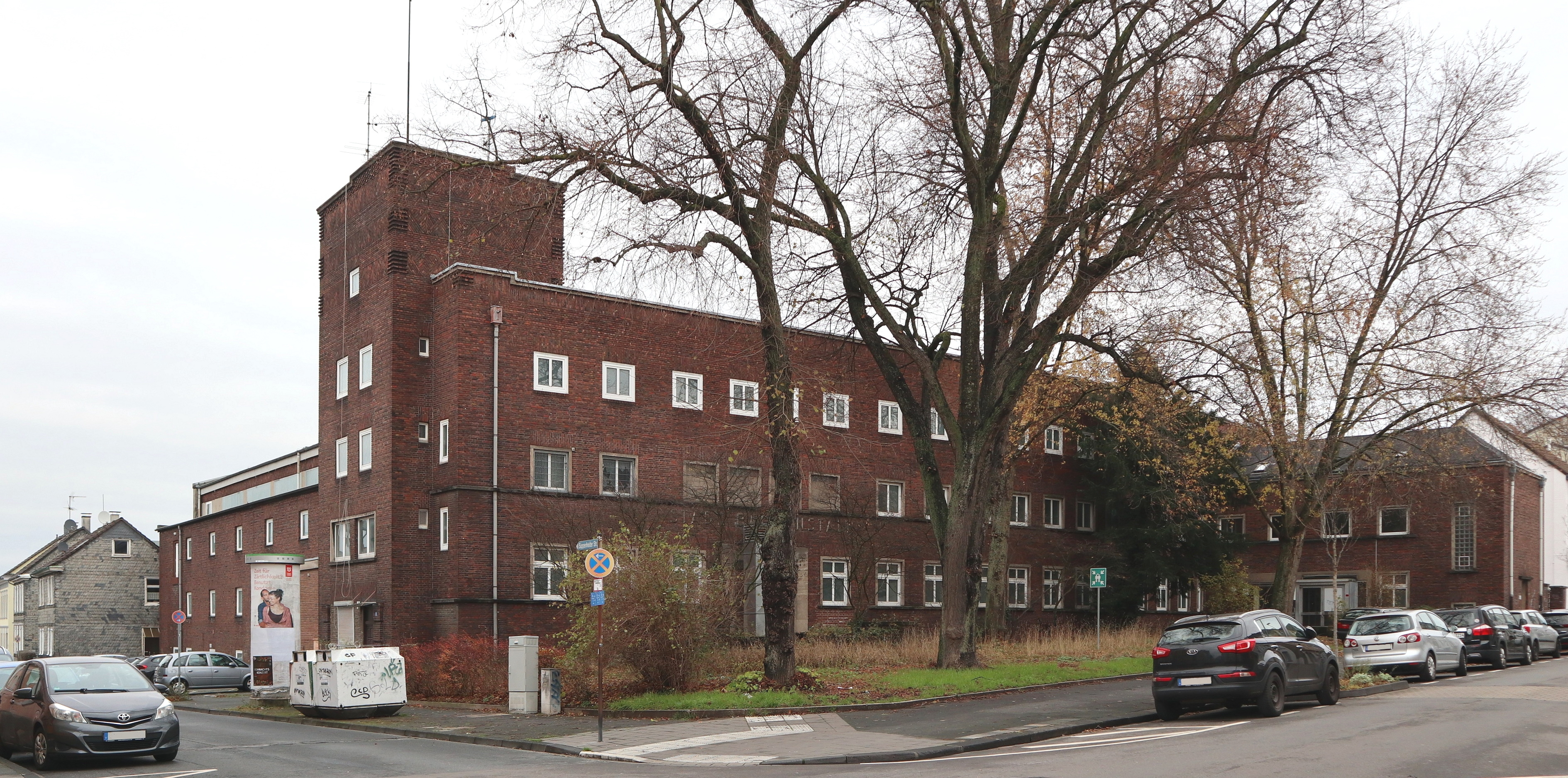
Hallenbad Ohligs

Das Hallenbad Ohligs ist ein stillgelegtes öffentliches Schwimmbad im Solinger Stadtteil Ohligs. Es war ab 1928 das letzte öffentliche Gebäude, das die bis 1929 selbständige Stadt Ohligs errichten ließ. Es konnte erst nach der Städtevereinigung mit Solingen im Jahr 1930 eingeweiht werden. 1987 wurde es unter Denkmalschutz gestellt und nach 81 Jahren Betriebszeit im Jahre 2011 geschlossen.

## Lage und Beschreibung
Das ehemalige Hallenbad befindet sich auf einem Eckgrundstück zwischen der Sauerbreystraße und der Suppenheider Straße östlich des Hauptbahnhofes und westlich des ehemaligen Rathauses im Stadtteil Ohligs. Das Gebäude ist aus historischen Gründen zur Sauerbreystraße nummeriert, die Hausnummer lautet 34 bis 41.
Bei dem Gebäude handelt es sich um einen zwei- bis dreigeschossigen Baukörper, dessen Ecklage durch einen Turm betont wird, in dem sich früher die Wasserbehälter des Bades befanden. Die eigentliche Schwimmhalle als eigenständiger Baukörper befindet sich hinter der Fassade zur Suppenheider Straße, der Haupteingang befand sich ursprünglich zur Sauerbreystraße hin, das dortige Portal ist noch erkennbar. In einem sachlich-modernen Baustil errichtet zeigt das Gebäude Anklänge an den Backsteinexpressionismus.:34
Neben der eigentlichen Schwimmhalle wies das Hallenbad Ohligs noch zahlreiche weitere Ausstattungselemente auf. So gab es ursprünglich ein Heilbad, das unter anderem aus einem Dampfbad, einem Warmluftbad sowie zwei medizinischen Bädern und einem Sole-Inhalatorium bestand. Außerdem war ein Ruhebereich mit zwölf Ruhezellen angeschlossen. Die Heil- und Einzelbäder befanden sich in dem zur Sauerbreystraße gelegenen Gebäudeteil. Die vielen kleinen Fenster ermöglichten eine umfassende Belichtung ohne deutliche Verluste an Wärmeenergie.:30–32

## Geschichte
Die Stadt Ohligs ist 1891 durch Umbenennung aus der Stadt Merscheid hervorgegangen, die seit 1856 Stadtrechte besaß. Sie profitierte stark von dem 1867 eröffneten Bahnhof auf ihrem Stadtgebiet, dem heutigen Solinger Hauptbahnhof, der für einen Bauboom in Bahnhofsnähe und den Zuwachs von Industriebetrieben sorgte.:1f. Die damalige Kleinstadt gewann derart an Wirtschaftskraft, dass bereits im letzten Viertel des 19. Jahrhunderts in der Bevölkerung der Wunsch nach einer eigenen Badeanstalt entstand, der auch finanzierbar schien. 1896 fasste die Ohligser Stadtverordnetenversammlung den Beschluss zum Bau einer Badeanstalt, der jedoch zunächst nicht in die Praxis umgesetzt wurde. Hintergrund war die 1903 eröffnete Badeanstalt an der Birker Straße in Solingen, die auch von der Ohligser Bevölkerung genutzt wurde. Nach dem Abriss der höheren Mädchenschule, der ehemaligen evangelischen Volksschule Wahnenkamp, an der damaligen Rathausstraße, stand der Bauplatz für den Neubau der Badeanstalt in Ohligs 1914 zur Verfügung, diesmal verhinderte jedoch der Erste Weltkrieg die Bautätigkeit.:29

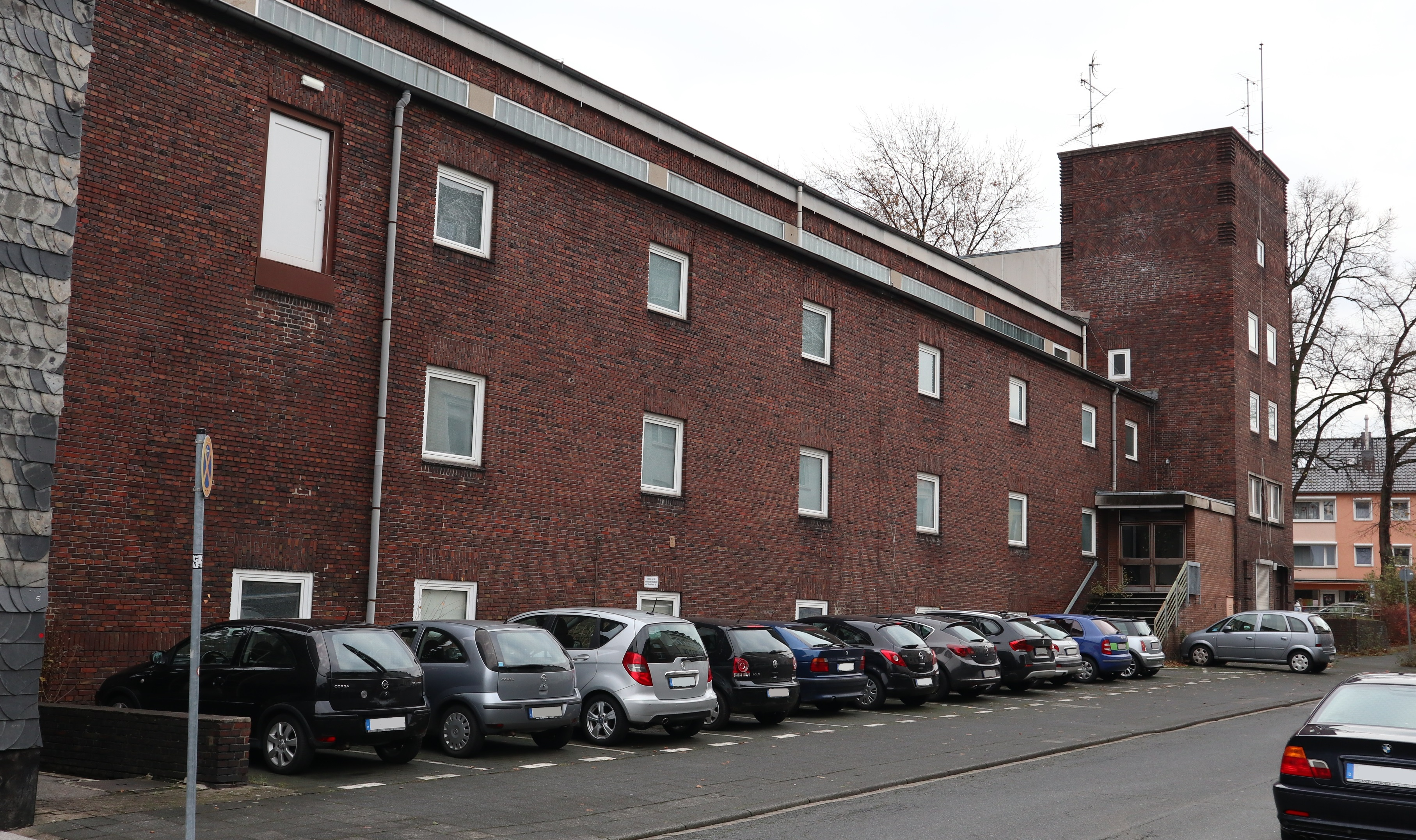
Fassade zur Suppenheider Straße

Erst in der Mitte der 1920er Jahre wurden die Planungen wieder angestoßen, obschon die Städtevereinigung mit den anderen Städten des oberen Kreises Solingen zur neuen Großstadt Solingen bevorstand und aus Ohligser Sicht nicht mehr abgewendet werden konnte. Dies führte allerdings dazu, dass die Verantwortlichen der Stadt Ohligs die Badeanstalt in dem Wissen planten, die Betriebskosten der Anlage nicht tragen zu müssen. Daher plante man mit einem großen Gebäudekomplex, für den 1927 ein Architektenwettbewerb ausgelobt wurde. Der Barmer Architekt Kurt Wüstermann setzte sich mit seinem Entwurf durch, der durch eine „sachliche Form der Moderne mit Anklängen an den Backsteinexpressionismus“:30 überzeugen konnte. Die Bautätigkeit dauerte von 1928 bis 1930 an. Bereits zum 1. August 1929 verlor die Stadt Ohligs ihre Eigenständigkeit und wurde nach Solingen eingemeindet.:1f. Das letzte öffentliche Gebäude der Stadt Ohligs, die neue Badeanstalt, konnte erst am 1. März 1930 eröffnet werden. Die Baukosten betrugen insgesamt 1.240.000 Reichsmark.:30
Die Besonderheit der Badeanstalt lag darin, dass sie die erste ihrer Art in Deutschland, die vollständig mit Gas beheizt wurde. In ihrer ursprünglichen Ausstattung wurde die Badeanstalt bis in die 1960er Jahre hinein benutzt, bevor im Jahre 1970/1971 einige Umbauten im Inneren erfolgten. Die zuvor im Schwimmbadbereich untergebrachten Umkleiden wurden in den Heilbadbereich und in die Kassenhalle verlegt. Das Heilbad wurde aufgegeben und der Haupteingang zur Suppenheider Straße verlegt. In den Jahren 1988/1989 wurde das Dach teilweise erneuert.:33

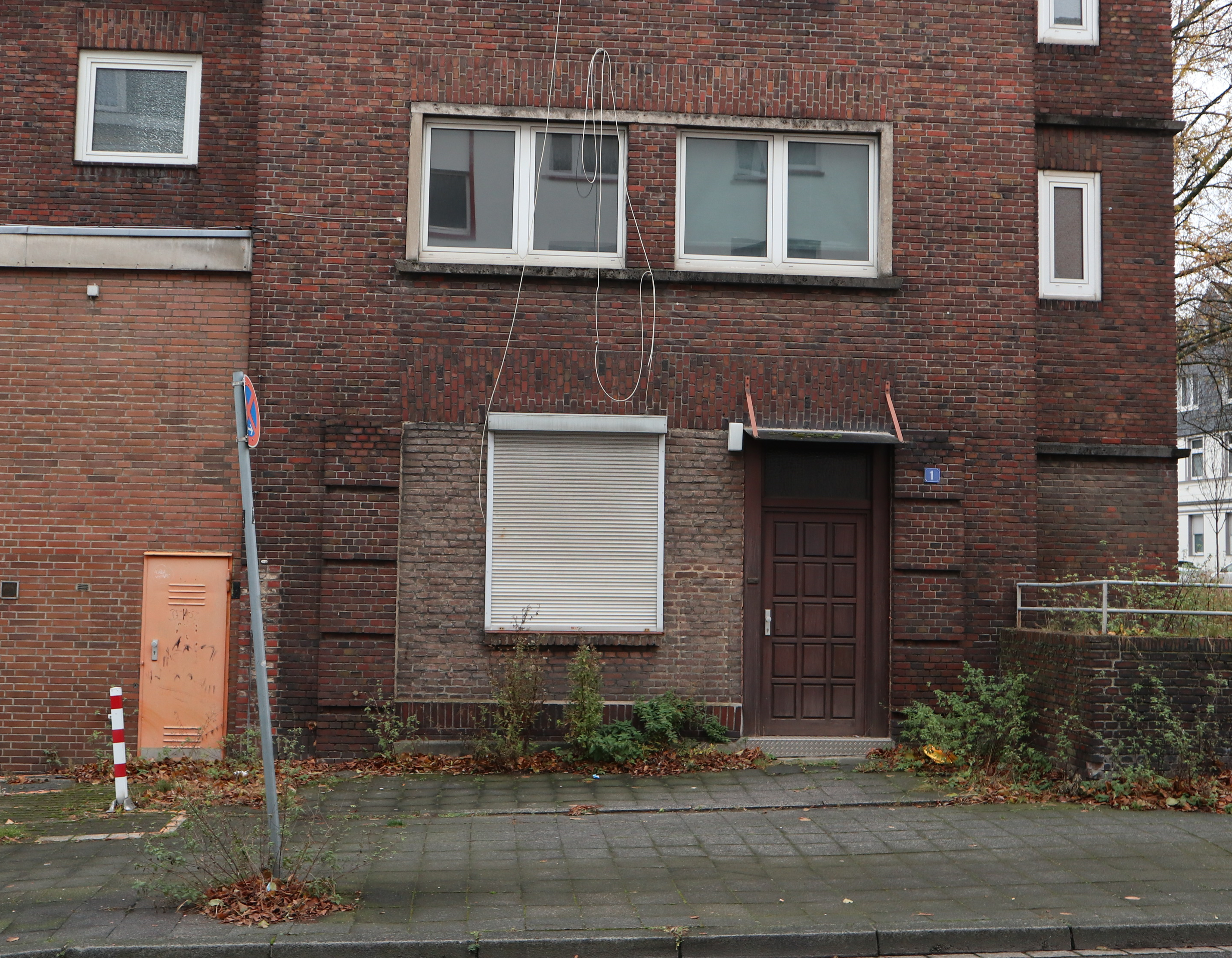
Eingangsbereich

Am 6. Januar 1987 wurde das Hallenbad als gut erhaltenes Schwimmbad der ausgehenden 1920er Jahre mit lokalhistorischer Bedeutung unter der laufenden Nummer 787 in die Denkmalliste der Stadt Solingen eingetragen. Der Schutz umfasst die Gebäudehülle sowie die Raumstruktur im Inneren.:33
In den 2000er Jahren wiesen nahezu alle städtischen Schwimmbäder einen erheblichen Sanierungsstau auf. Aufgrund der sich verschlechternden Haushaltssituation der Stadt Solingen zeichnete sich ab, dass auf Dauer nicht alle Bäder hätten saniert und weiterbetrieben werden können. Im Jahre 2009 wurde bekannt, dass allein die Sanierung des Hallenbads Ohligs mehr als 1,7 Millionen Euro gekostet hätte, unter anderem für eine neue Lüftung und eine neue Heizungsanlage. Eine ersatzlose Stilllegung des Bads hätte jedoch eine erhebliche Reduktion von Schwimmkapazitäten zur Folge gehabt, wogegen sich Teile der Politik und die Schwimmvereine zur Wehr setzten. Mit der Sanierung des Klingenbades in der Stadtmitte im Jahr 2010 und seiner Erweiterung um ein zusätzliches 25-Meter-Becken mit Mitteln aus dem Konjunkturpaket II bis 2011 konnten zusätzliche Kapazitäten geschaffen werden. Das Hallenbad Ohligs, das zuletzt nur noch von Schulklassen und Schwimmvereinen genutzt wurde, wurde im Juli 2011 stillgelegt, zeitgleich mit dem Birker Bad in der Stadtmitte.
Nach der Schließung sollte das Gebäude durch die Stadt vermarktet und an einen privaten Investor verkauft werden, der es einer neuen Nutzung zuführen sollte. Anfangs war sogar die mögliche Nachnutzung als Schwimmbad angedacht. Doch die Vermarktung gestaltete sich schwierig und die Einschränkungen des Denkmalschutzes trugen dazu bei, dass das ehemalige Hallenbad in Ohligs ebenso wie das Birker Bad zu „Ladenhütern“ wurden. Das leerstehende Gebäude wurde während der Europäischen Flüchtlingskrise ab 2016 zeitweilig als Flüchtlingsunterkunft genutzt. Planungen zur Errichtung eines Supermarktes in dem Gebäude zerschlugen sich ebenso wie der rasche Umbau in ein Brauhaus oder auch Wohnungen mit angeschlossenem Café.

## Zukunft
Im Herbst 2020 wurde bekannt, dass die ehemalige Badeanstalt an einen Projektentwickler verkauft wurde und der Umbau des Gebäudes bevorstehe. Unter dem Arbeitstitel Badhaus Ohligs sollen in dem Gebäude bis zum Jahr 2022 insgesamt 21 Eigentumswohnungen entstehen. Aus der ehemaligen Schwimmhalle mit teils bis zu zehn Meter hohen Decken soll dabei eine Orangerie entstehen.